# 岩田翼
岩田 翼（いわた つばさ、1973年7月31日 - ）は、日本の俳優、声優。東京都武蔵野市出身。劇団昴所属。

## 経歴
東京都立狛江高等学校、中央大学卒業。劇団昴演劇学校を経て劇団昴所属となった。

## 出演作品

### テレビアニメ
2004年
- DearS（コックさん、ツアーガイド）

2007年
- 英國戀物語エマ 第二幕（マキューシオ）
- 風のスティグマ（風雅衆）
- 金色のコルダ primo passo（サッカー部 部長）

2008年
- ミチコとハッチン（男）

2012年
- CØDE:BREAKER（Gファルコン）

### ゲーム
2007年
- BLADESTORM 百年戦争（バート）

2016年
- リゾートへようこそ 〜総支配人は恋をする〜（三浦太一郎[5]）

### 吹き替え

#### 映画
- エアポート'05（ロジャー）
- 最後の晩餐（リー・シン〈エディ・ポン〉）
- 15時17分、パリ行き（米国人大学生[6]）
- 死霊館のシスター（モリース / フレンチー〈ジョナ・ブロケ〉）
  - 死霊館のシスター 呪いの秘密[7]
- 遥か群衆を離れて（フランシス・トロイ〈トム・スターリッジ〉）
- 白夜行 -白い闇の中を歩く-（キム・ヨハン〈コ・ス〉）
- 不屈の男 アンブロークン（ルイス・“ルイ”・ザンペリーニ〈ジャック・オコンネル〉）
- ユナイテッド -ミュンヘンの悲劇-（ダンカン・エドワース〈サム・クラフリン〉）
- ワンナイト・イン・モンコック

#### ドラマ
- ER緊急救命室シリーズ
  - シーズン10 #13（ダグ〈コービン・オールレッド〉）
  - シーズン11 #13（ダン〈ジェラード・アンダーソン〉）
  - シーズン15 #13（トミー・コール〈アンディ・フィッシャー＝プライス〉）
- いばらの鳥（チェ・ガンウ〈ソ・ドヨン〉）
- 私立探偵ストライク（マット・カンリフ〈カー・ローガン〉）
- DALLAS/スキャンダラス・シティ（ジョン・ロス・ユーイング〈ジョシュ・ヘンダーソン〉）
- 花樣少年少女（梅田先生）
- ブラインドスポット タトゥーの女（オスカー〈フランソワ・アルノー〉）
- リ・ジェネシス バイオ犯罪捜査班

### ドラマCD
- 大奥（三郎左）